# واترپلو در المپیک تابستانی ۱۹۱۲

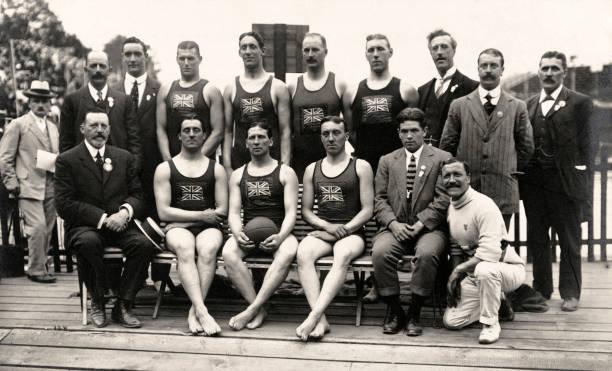
واترپلو در بازی‌های المپیک تابستانی ۱۹۱۲ تیم واترپلو انگلستان

واترپلو در بازی‌های المپیک تابستانی ۱۹۱۲ نام رویداد ورزش واترپلو در بازی‌های المپیک تابستانی بود که در سال ۱۹۱۲ برگزار شد.